# Piz Beverin
Der Piz Beverin ([ˌpitsˈbɛvəʁin]ⓘ) ist einer der markantesten und beliebtesten Aussichtsberge der Region Mittelbünden in der Schweiz. 

## Geographie

### Lage
Der Berg bildet den nördlichen Abschluss der Schamser Decke zwischen Schams und Safiental. Im Osten flankt er an die Viamala. Der Berg bildet die natürliche Grenze zwischen den politischen Gemeinden Tschappina und Muntogna da Schons.

### Höhe
Die Spitze des Piz Beverin liegt gemäss Swisstopo (Blatt 1235, 1:25'000, 2003) auf 2998 m ü. M.

## Geologie
Der Piz Beverin gehört zusammen mit den Splügener Kalkbergen zur Schamserdecke und ist penninischen Ursprungs. Anders als die Splügener Kalkberge, welche vor allem aus Dolomit und marmorisiertem Kalkstein der Triaszeit bestehen, besitzt der Beverin eine Schichtfolge von Kalkstein, Marmor und Quarzit. Die Schamserdecke wurde bei der Alpenfaltung auf die unterliegenden Bündnerschiefer geschoben.

## Fauna

### Wölfe
Das Wolfsrudel am Piz Beverin hatte Anfang Oktober 2019 noch zwei Elterntiere und insgesamt neun Jungtiere umfasst. In der gleichen Zeit wurde vom Kanton Graubünden die Regulierung des Rudels angeordnet, da ein Elterntier mindestens 15 Ziegen aus geschützten Herden gerissen hatte. Vier Jungtiere wurden bis im November 2019 erlegt, eines davon wurde zuvor bei einem Wildunfall schwer verletzt. Im Oktober 2022 erteilte der Bund die Bewilligung, auch den Leitwolf abzuschiessen, was im Dezember desselben Jahres erfolgte. Dennoch ist der Wolf in der Schweiz, gemäss dem eidgenössischen Jagdgesetz, als einheimische Tierart geschützt. Im November 2023 legte der Kanton Graubünden ein Bewilligungsgesuch beim Bund ein, mit dem Antrag das ganze Rudel abschiessen zu dürfen.

## Geschichte

### Entstehung des Namens
Der Name Beverin kommt von „bovarinum“, welches wiederum vom Lateinischen „bos“ (Rind, Ochse) abgeleitet wird. Somit ist der Beverin der „Ochsenberg“.

### Erstbesteigung
Von den meisten Routen sind keine Erstbesteiger bekannt.

## Routen zum Gipfel
Der Piz Beverin ist über verschiedene einfachere (Bergwanderweg) bis ziemlich schwere Routen erreichbar. Der Berg ist ein beliebtes Ski- und Snowboardtourenziel. Er wird üblicherweise vom Glaspass, von Mathon oder von Wergenstein aus begangen.

### Sommerrouten

#### Durch die Westflanke
Der Weg ist markiert, steil und teilweise ausgesetzt. Bei Eis und Nässe ist er heikel. Ab ca. Mitte Juni ist die Route eisfrei.
- Schwierigkeit: T4 (weiss-blau-weiss markiert)
- Zeitaufwand: 3,5 Stunden vom Glaspass (1846 m)
- Ausgangspunkt: Glaspass (1846 m)

#### Über den Südhang
Technisch am einfachsten. Führt über den weiss-rot-weiss markierten Bergwanderweg bis zur Beverin Lücke. Von dort über die gleiche Route wie durch die Westflanke.
- Schwierigkeit: T3 (weiss-rot-weiss markiert)
- Zeitaufwand: 3 Stunden von der Alp Tumpriv (2114 m)
- Ausgangspunkt: Mathon (1547 m)

#### Über den Südostgrat
Über den Beverin Pintg. Die Route ist auch im Winter begehbar und führt über eine etwa sechs Meter hohe Leiter.
- Schwierigkeit: T3 (weiss-rot-weiss markiert)
- Zeitaufwand: 3 Stunden von der Alp Tumpriv (2114 m) bzw. von Mursenas (1932 m)
- Ausgangspunkt: Mathon (1547 m)

#### Über den Südwestgrat
Vom Carnusapass aus über den Runal zum Sattel 2625 m und dann nordwärts zur Lücke. Anschliessend der Route über die Westflanke folgen.
- Schwierigkeit: T4 (nicht markiert)
- Zeitaufwand: 1,5 Stunden vom Carnusapass (2605 m)
- Ausgangspunkt: Mathon (1547 m) oder Wergenstein (1487 m)

#### Über den Nordwestgrat
Nicht empfehlenswerte Route. Der Fels ist sehr brüchig, und die (kurzen) Kletterstellen sind entsprechend heikel. Zudem muss damit gerechnet werden, dass Steinböcke Steinschlag auslösen.
- Schwierigkeit: ZS (nicht markiert)
- Zeitaufwand: 4 Stunden vom Glaspass (1846 m)
- Ausgangspunkt: Glaspass (1846 m)
- Erstbegehung: 20. September 1908 durch Carl Frey

#### Über den Ostgrat
Von Thusis aus die direkte Route. Wird heute kaum mehr begangen.
- Schwierigkeit: T4 (nicht markiert)
- Zeitaufwand: 7 Stunden von Thusis (697 m), 3,5 Stunden vom Scherenkopf (2117 m)
- Ausgangspunkt: Thusis (697 m)

## Galerie

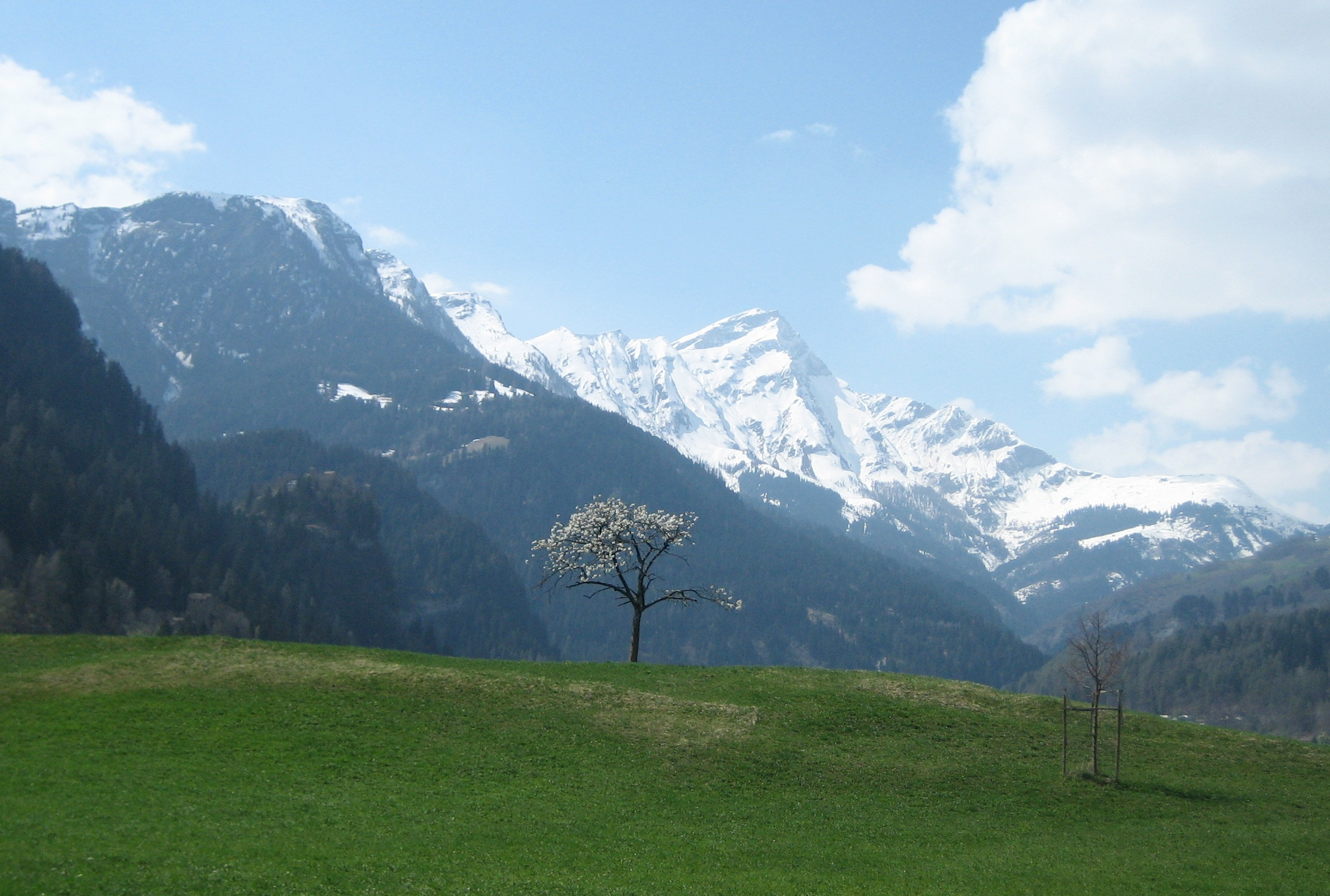
Ansicht von Sils im Domleschg.
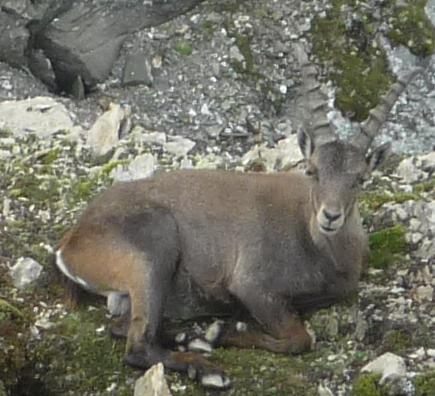
Steinbock auf einem Felsen kurz vor dem Gipfel des Beverin.
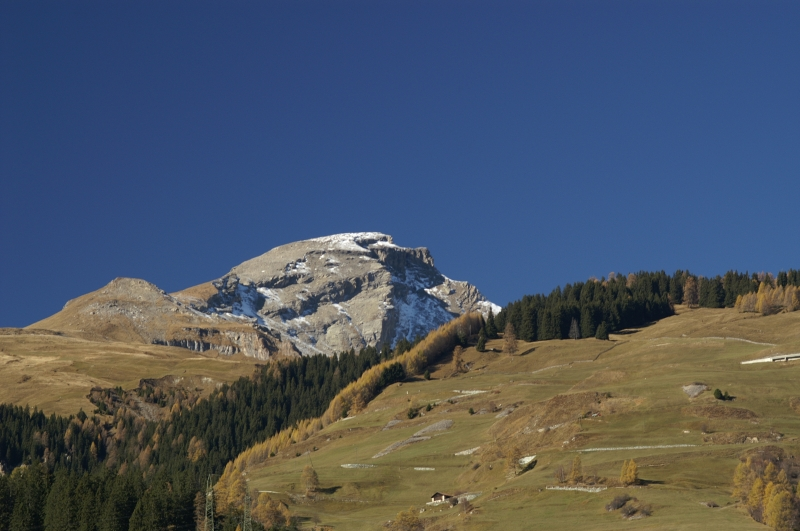
Ostseite vom Schams aus gesehen.
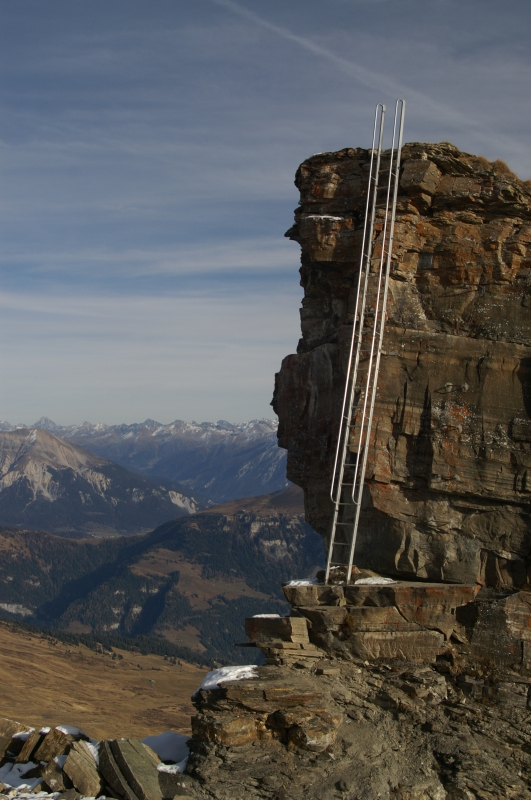
Blick auf den Beverin Pintg an der Südostflanke.
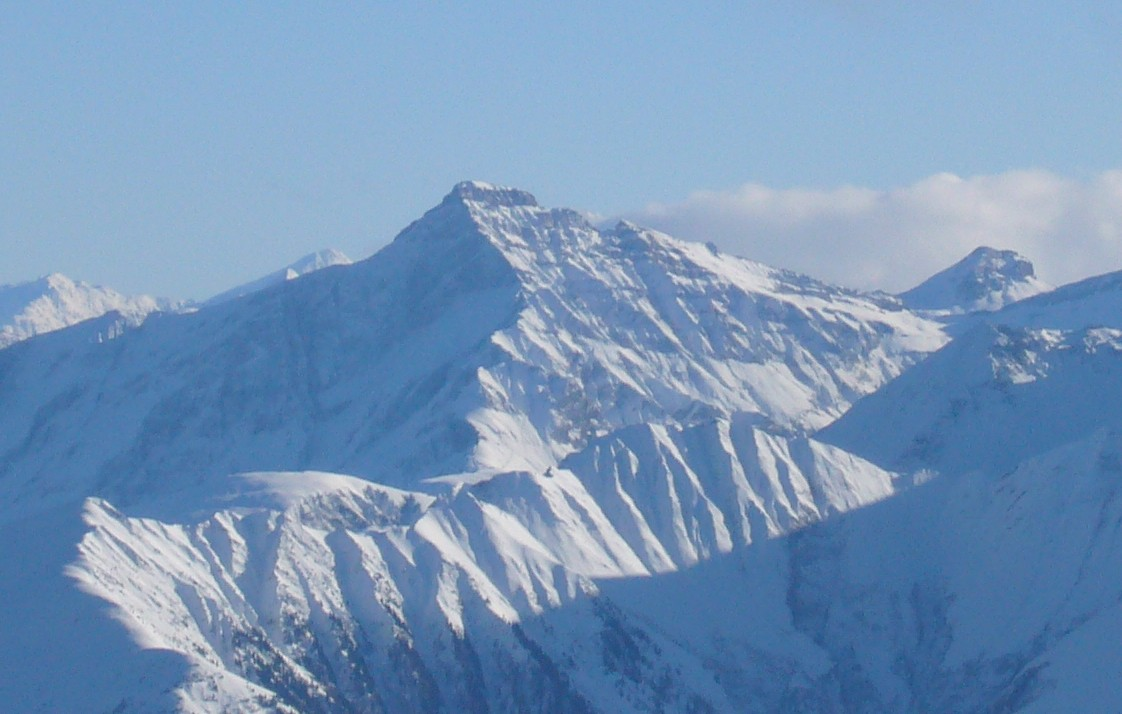
Beverin aus Nord-Nordwesten, von Cassons über das Vorderrhein- und das Safiental hinweg gesehen aus 25 km Entfernung.